# Lepeophtheirus eminens
Lepeophtheirus eminens är en kräftdjursart som beskrevs av C. B. Wilson 1944. Lepeophtheirus eminens ingår i släktet Lepeophtheirus och familjen Caligidae. Inga underarter finns listade i Catalogue of Life.